# پارک یرکون

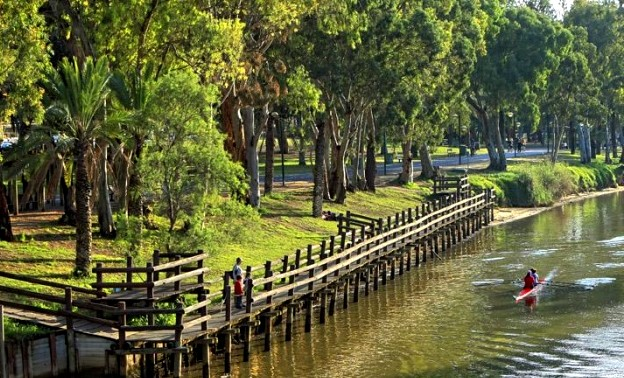
نمایی از پارک یرکون

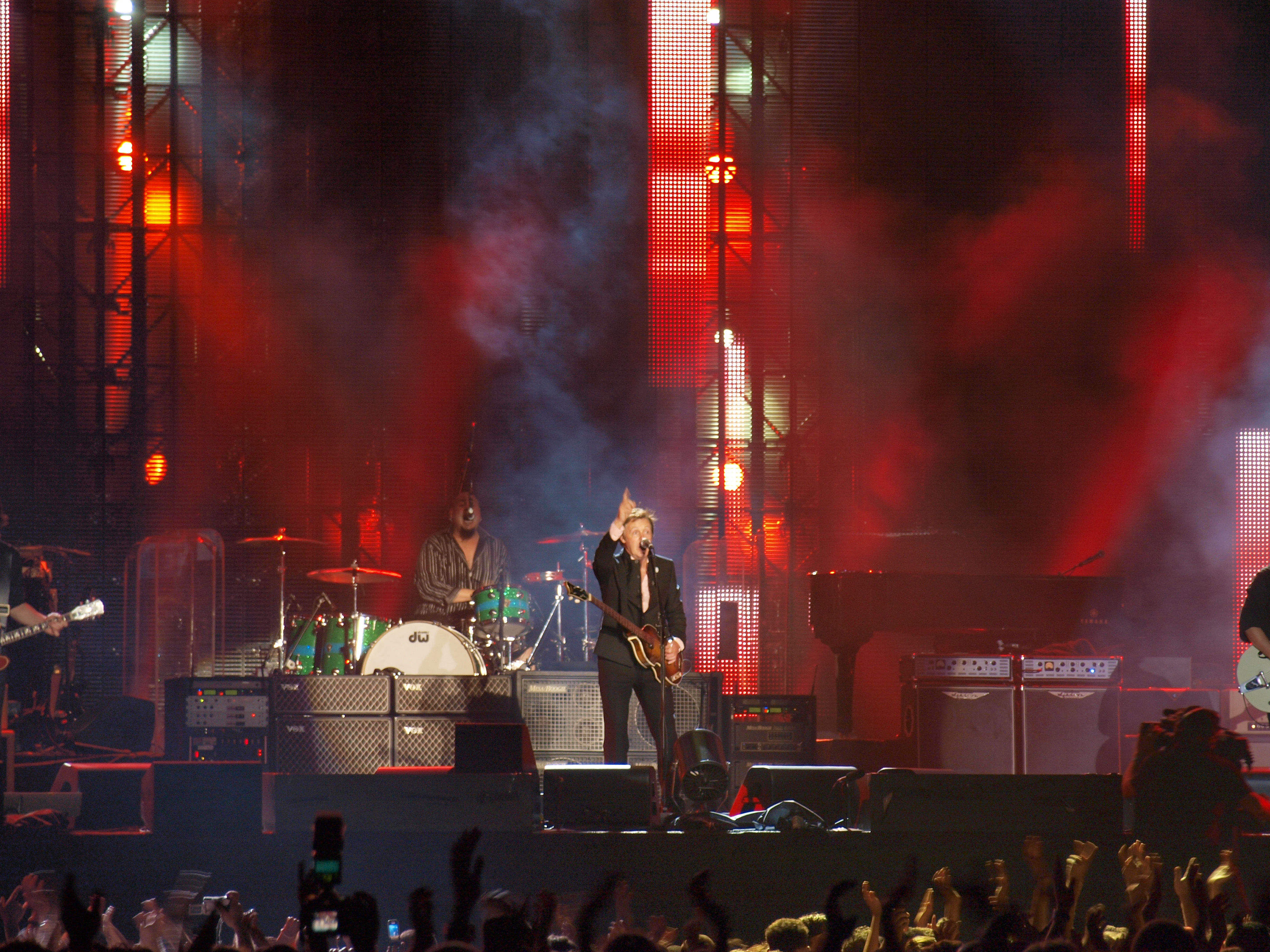
پل مک‌کارتنی در حال اجرای کنسرت در پارک یرکون

پارک یرکون (به عبری: פארק הירקון‌) نام بزرگ‌ترین پارک در کلان‌شهر تل‌آویو است که در کنار رودخانه یرکون بنا شده است. این پارک در سال ۱۹۷۳ میلادی، افتتاح شد.
پارک یرکون مرکز فعالیت‌های فرهنگی و ورزشی، بخصوص پیاده‌روی، دوچرخه‌سواری و حتی قایق‌رانی است. در داخل پارک یرکون، یک دریاچه مصنوعی ساخته شده است و مردم می‌توانند در آن به قایق‌رانی بپردازند.
این پارک همچنین دارای مرکز فرهنگی، آمفی‌تئاتر، محل نگهداری پرندگان کمیاب، باغ کاکتوس و باغ صخره‌ای می‌باشد.
پارک یرکون پذیرای کنسرت بسیاری از خوانندگان مطرح جهان، هم‌چون پل مک‌کارتنی، مدونا، مایکل جکسون، یوتو، التون جان، گانز ان روزز، متالیکا، تینا ترنر، دیوید بویی و وست‌لایف بوده است.
همچنین به مناسبت‌های مختلف فرهنگی، پارک یرکون، میزبان ارکستر فیل‌هارمونیک اسرائیل می‌گردد.